# Rhodobryum nanorrhodon
Rhodobryum nanorrhodon là một loài Rêu trong họ Bryaceae. Loài này được (Müll. Hal. ex Besch.) Paris miêu tả khoa học đầu tiên năm 1898.